# 天と地の上で
『天と地の上で―教皇とラビの対話』（てんとちのうえで きょうこうとらびのたいわ、西: Sobre el cielo y la tierra, 英: On Heaven and Earth）は、2010年12月に出版された、ブエノスアイレス大司教のホルヘ・マリオ・ベルゴリオ（西: Joege Mario Bergoglio、第266代教皇フランシスコ）とユダヤ教のラビのアブラハム・スコルカ（西: Abraham Skorka）との共著による対話集。原著はスペイン語。神学から社会問題にわたって議論されている。
2013年4月に英語版（製本版及び電子書籍Kindle版）が出版された。2014年7月に『天と地の上で―教皇とラビの対話』という題名で日本語訳（八重垣克彦、八重垣由貴子訳）が刊行された。

## 論題
1. ON GOD（神について）
2. ON THE DEVIL（悪魔について）
3. ON ATHEISTS（無神論について）
4. ON RELIGIONS（宗教について）
5. ON RELIGIOUS LEADERS（宗教指導者について）
6. ON THE DISCIPLES（聖職者[注釈 2]について）
7. ON PRAYER（祈りについて）
8. ON GUILT（罪について）
9. ON FUNDAMENTALISM（原理主義について）
10. ON DEATH（死について）
11. ON EUTHANASIA（安楽死について）
12. ON THE ELDERLY（高齢者について）
13. ON WOMEN（女性について）
14. ON ABORTION（妊娠中絶について）
15. ON DIVORCE（離婚について）
16. ON SAME-SEX MARRIAGE（同性結婚について）
17. ON SCIENCE（科学について）
18. ON EDUCATION（教育について）
19. ON POLITICS AND POWER（政治と権力について）
20. ON COMMUNISM AND CAPITALISM（共産主義と資本主義について）
21. ON GLOBALIZATION（グローバリゼーションについて）
22. ON MONEY（貨幣について）
23. ON POVERTY（貧困について）
24. ON HOLOCAUST（ホロコーストについて）
25. ON THE 1970S（1970年代について）
26. ON SOME HISTORICAL FACTS: THE CONQUEST, SOCIALISM, AND PERONISM（いくつかの歴史的事実：征服、社会主義、ペロニズムについて）
27. ON THE ARAB-ISRAELI CONFLICT AND OTHER CONFLICTS（アラブ・イスラエル間の闘争と他の闘争について）
28. ON INTERRELIGIOUS DAIALOGUE（宗教間の対話について）
29. ON THE FUTURE OF RELIGION（宗教の未来について）

## 書籍
- Bergoglio, Jorge; Skorka, Abraham (2010-12) (スペイン語). Sobre el cielo y la tierra. Argentina: Sudamericana. ISBN 9789500732932
- Bergoglio, Jorge; Skorka, Abraham (2013-04) (英語). On Heaven and Earth: Pope Francis on Faith, Family, and the Church in the Twenty-First Century. Image. ISBN 9780770435066
- 教皇フランシスコ、ラビ・アブラハム・スコルカ 著、八重樫 克彦, 八重樫 由貴子 訳『天と地の上で―教皇とラビの対話』ミルトス、2014年7月。ISBN 9784895861588。